# ツィナー (小惑星)
ツィナー (4615 Zinner) は小惑星帯に位置する小惑星。ドイツのハイデルベルク天文台でカール・ラインムートが発見した。
ジャコビニ・ツィナー彗星 (21P/Giacobini-Zinner) を再発見したドイツの天文学者、エルンスト・ツィナーに因んで命名された。